# Pomponio Basso (console 259)
Pomponio Basso (latino: Pomponius Bassus; fl. 259-271) è stato un politico e senatore romano.

## Biografia
Il suo praenomen era probabilmente «Tiberio» o «Flavio».
La carriera di Pomponio è pervenuta tramite un'iscrizione in greco: fu proconsole, probabilmente d'Africa, dopo il 259, comes Augusti, probabilmente sotto Gallieno o Claudio il Gotico, poi corrector totius Italiae ("governatore di tutta l'Italia") intorno al 268/269; fu console nel 259 e nel 271 e praefectus urbi nel 270 o 271.
Ricoprì la carica di protomagistro del collegio sacerdotale dei pontefici, e sotto Claudio il Gotico fu princeps senatus. Pomponia Gratidia fu sua moglie, mentre verosimilmente Pomponia Ummidia, moglie di Flavio Antiochiano, era sua parente.